# Donje Podotočje
 Donje Podotočje  falu Horvátországban Zágráb megyében. Közigazgatásilag Nagygoricához tartozik.

## Fekvése
Zágráb központjától 18 km-re, községközpontjától 6 km-re délkeletre, a Túrmező síkságán fekszik.

## Története
1880-ig Podotočje néven egykor a Túrmezei kerülethez, ezen belül a Polje (Campus) járáshoz tartozott település volt. Ekkor két részre, Donje és Gornje Podotočjéra vált szét. Egyházilag a vukovinai plébániahoz tartozik. Lakosságát csak 1890-óta számlálják önállóan. 1890-ben 63, 1910-ben 160 lakosa volt. Trianon előtt Zágráb vármegye Nagygoricai járásához tartozott. 2001-ben a falunak 335 lakosa volt.

## Lakosság
| Lakosság változása | Lakosság változása | Lakosság változása | Lakosság változása | Lakosság változása | Lakosság változása | Lakosság változása | Lakosság változása | Lakosság változása | Lakosság változása | Lakosság változása | Lakosság változása | Lakosság változása | Lakosság változása | Lakosság változása |
| ------------------ | ------------------ | ------------------ | ------------------ | ------------------ | ------------------ | ------------------ | ------------------ | ------------------ | ------------------ | ------------------ | ------------------ | ------------------ | ------------------ | ------------------ |
| 1857               | 1869               | 1880               | 1890               | 1900               | 1910               | 1921               | 1931               | 1948               | 1953               | 1961               | 1971               | 1981               | 1991               | 2001               |
| 0                  | 0                  | 0                  | 63                 | 139                | 160                | 146                | 141                | 156                | 153                | 142                | 145                | 164                | 205                | 335                |

## Külső hivatkozások
- Velika Gorica hivatalos oldala
- Velika Gorica turisztikai egyesületének honlapja
- A Túrmező honlapja